# Devil's food cake
La devil's food cake (traducibile in "torta del diavolo") è una torta al cioccolato statunitense. La devil's food cake venne inventata agli inizi del ventesimo secolo e la prima testimonianza del dolce risale al 1905. Il dolce viene considerato la controparte della più leggera torta degli angeli, che è priva di cioccolato.

## Caratteristiche
La devil's food cake è una ricca torta con pan di Spagna al cacao e glassa. Per preparare una devil's food cake tradizionale si utilizza il cioccolato da cottura. Tuttavia, in anni più recenti, si iniziò a prediligere il cacao in polvere per la sua maggiore praticità e il suo sapore più intenso rispetto a quello dei blocchi di cioccolato non zuccherato. Tra gli ingredienti usati per prepararla vi possono essere il caffè e l'acqua, che funge da sostituto del latte. Essa si distingue dalle altre torte al cioccolato in quanto preparata usando il bicarbonato di sodio, che aumenta il livello di pH e rende la torta di un colore mogano più scuro e intenso e il minore quantitativo di uova.